# Anna Maria Mühe

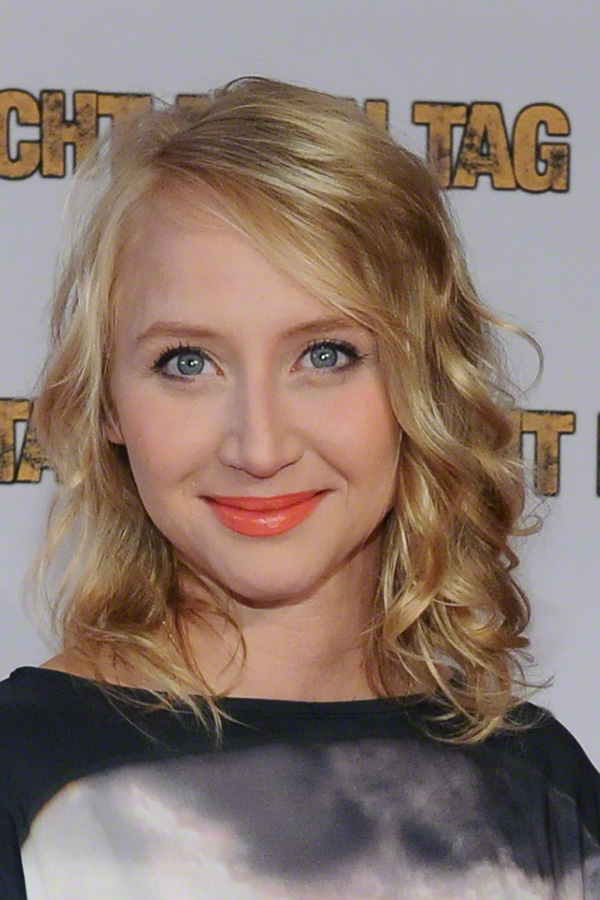
Anna Maria Mühe (2014)

Anna Maria Mühe (* 23. Juli 1985 in Ost-Berlin) ist eine deutsche Schauspielerin.

## Leben

### Herkunft und Familie
Anna Maria Mühe stammt aus einer Künstlerfamilie. Sie ist die Tochter der Schauspieler Jenny Gröllmann und Ulrich Mühe, die Stieftochter der Schauspielerin Susanne Lothar. Sie hat fünf Halbgeschwister, darunter der Fotograf Andreas Mühe und der Künstler Konrad Mühe, und sie ist die Enkelin des Bühnenbildners Otto Gröllmann. Ihre Eltern trennten sich, als sie vier Jahre alt war. Sie wuchs bei ihrem Vater in Berlin, Wien und Hamburg auf.

### Privates
2002 lernte Mühe bei den Dreharbeiten zu dem Film Was nützt die Liebe in Gedanken (2004) den Regisseur Timon Modersohn kennen. Mühe und Modersohn waren zunächst viele Jahre nur befreundet, bevor sie eine Beziehung miteinander eingingen. Auf der Berlinale 2012 zeigten sie sich erstmals öffentlich als Paar. Sie haben seit November 2012 eine gemeinsame Tochter und trennten sich Anfang 2016. Ende 2023 machte sie ihre Beziehung mit Lucas Gregorowicz öffentlich.
Mühe lebt in Berlin-Prenzlauer Berg.

## Film und Fernsehen

### Kino

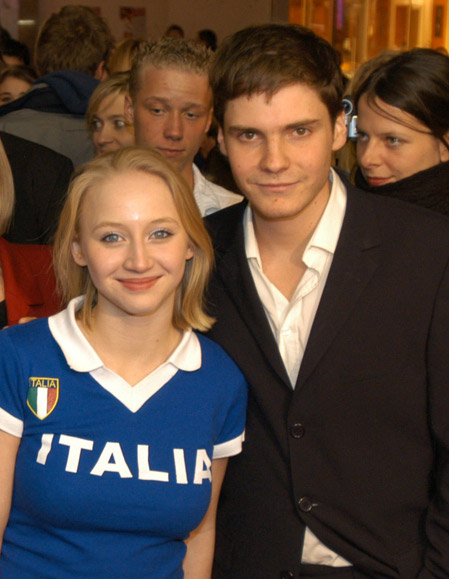
Anna Maria Mühe mit Daniel Brühl (2004)

Anna Maria Mühe wurde 2001 im Alter von 15 Jahren von der Regisseurin Maria von Heland in einem  Berliner American Diner angesprochen und zu einem Casting eingeladen, bei dem es um die Hauptrolle in Große Mädchen weinen nicht (Kinostart: Oktober 2002) ging. Mühe spielte in dem Film die Kati, die zusammen mit ihrer besten Freundin Steffi (Karoline Herfurth) das Erwachsenwerden meistern muss. Später erhielt sie ihre künstlerische Ausbildung bei Marianne Fischer-Kupfer und deren Tochter Kristiane Kupfer (Schauspiel). Jede ihrer Rollen erarbeitet sie jeweils individuell in einem persönlichen Schauspiel-Coaching.
In Jobst Oetzmanns Delphinsommer (Kinostart: April 2004) verkörperte sie die Hauptrolle Nathalie Wagner, die in eine Religionsgemeinschaft hineinwächst und diese durch äußere Einflüsse in Frage stellt. In dem Filmdrama Was nützt die Liebe in Gedanken (Kinostart: November 2004) nach der Steglitzer Schülertragödie 1927 spielte sie, an der Seite von Daniel Brühl, die kleine Schwester Hilde Scheller des 19-jährigen Oberschülers Günther Scheller (August Diehl). Sie erhielt für diese Rolle den Goldenen Schwan beim Copenhagen International Film Festival als „Beste Darstellerin“. Für den Soundtrack zu dem Film nahm sie mit Daniel Brühl den Song Die Liebe In Gedanken auf und sang als Solistin das Lied An Die Liebe ein.
Neben Ulrich Matthes spielte sie die weibliche Hauptrolle in dem vielfach prämierten Kinofilm Novemberkind (Kinostart: November 2008), der sich mit Spuren der Teilung Deutschlands in den vorgestellten Einzelschicksalen befasst. In Julie Delpys Historienfilm Die Gräfin (Kinostart: Juni 2009), die das Leben der ungarischen Gräfin Elisabeth Báthory nachzeichnet, übernahm sie die Rolle der Bertha. In Bernd Böhlichs Filmkomödie Bis zum Horizont, dann links! (Kinostart: Juli 2012) spielte sie die Rolle der Bewegungstherapieschwester Amelie, die ungefragt gemeinsam mit den von ihr betreuten Senioren bei einem kurzen Rundflug durch den unzufriedenen Klienten Eckehardt Tiedgen (Otto Sander) entführt wird. In der Romanverfilmung Nicht mein Tag (Kinostart: Januar 2014) verkörperte sie Miriam Reiners, die Frau des frustrierten Bankangestellten Till Reiners (Axel Stein), der seine Arbeit und seine Ehe in Frage stellt. In der Tragikomödie Mein Blind Date mit dem Leben (Kinostart: Januar 2017) spielte sie die Rolle der alleinerziehenden Laura, die den blinden Deutsch-Singhalesen Saliya Kahawatte kennenlernt und sich schließlich in diesen verliebt.
Der Schauspieler Charly Hübner besetzte sie in seinem Spielfilm Sophia, der Tod und ich, der in Deutschland am 31. August 2023 in die Kinos kam, in einer der drei Titelrollen.

### Fernsehen
Ihr Fernsehdebüt gab Anna Maria Mühe im September 2004 im Kölner Tatort: Verraten und verkauft neben Petra Kleinert als Internatsschülerin Daniela Paulke. Daraufhin war sie mehrfach im ARD-Tatort zu sehen. 2006 war sie an der Seite von Wotan Wilke Möhring im Charlotte-Lindholm-Fall Pauline als Cornelia „Nele“ Kandis, die ältere Schwester eines getöteten 12-jährigen Mädchens, zu sehen. Im Januar 2009 spielte sie erneut im Kölner Tatort: Rabenherz mit, diesmal in der Hauptrolle der Krankenpflegerin Maria Everbeck. 2011 sah man sie im Bremer Tatort in der Episode Stille Wasser als Nachbarin und Ehefrau Rebecka Gressmann, die Kommissarin Inga Lürsen um Hilfe bittet.
In dem ZDF-Kriminalfilm Der Tote in der Mauer (Erstausstrahlung: November 2008) spielte sie die Hauptkommissarin Simone Westermann. In dem österreichischen Liebesfilm Geliebter Johann Geliebte Anna (Erstausstrahlung: Dezember 2009) war sie Anna Plochl, die Postmeistertochter und spätere Ehefrau des Erzherzogs Johann von Österreich (Tobias Moretti). In dem ARD-Märchenfilm Die kluge Bauerntochter (Erstausstrahlung: Januar 2010) übernahm sie die Titelrolle an der Seite von Maxim Mehmet. In der SWR-Produktion Alpha 0.7 – Der Feind in dir, die ab Mitte November bis Dezember 2010 im SWR Fernsehen, vom Radiosender SWR 2 und im Internet crossmedial ausgestrahlt wurde, spielte sie als Mila Antonovic eine der Hauptrollen. In dem im März 2011 erstausgestrahlten Filmdrama In der Welt habt ihr Angst von Hans W. Geißendörfer war sie in der Hauptrolle der Eva Baumann zu sehen. Im ZDF-Zweiteiler Deckname Luna (2012) übernahm Mühe an der Seite von Götz George als  Raketenwissenschaftler Arthur Noswitz die weibliche Hauptrolle als dessen Enkelin und Doppelagentin in der Zeit des Kalten Krieges.
In dem letzten Film der Fernsehreihe Bloch, Die Lavendelkönigin (Erstausstrahlung: April 2013), übernahm Mühe die Rolle der Architekturstudentin Stefanie Rudolf, die dem Psychotherapeuten Dr. Maximilian Bloch (Dieter Pfaff) eine Vergewaltigung unterstellt. In dem dokumentarischen Historienfilm Junges Deutschland (Erstausstrahlung: April 2014) stellte sie gemeinsam mit ihrem Kollegen Kostja Ullmann das Leben der Jugend in Deutschland im 20. Jahrhundert von 1910 bis 1989 nach. In Sternstunde ihres Lebens (Erstausstrahlung: Mai 2014) spielte sie Irma Lankwitz, die Sekretärin der Politikerin Elisabeth Selbert (Iris Berben). Im selben Jahr war sie an der Seite von Devid Striesow in dem ARD-Fernsehfilm Göttliche Funken (Erstausstrahlung: Mai 2014) zu sehen. Sie verkörperte die Rolle der Diana, die ihre große Liebe Matthias heiratet, der bei der Trauung seine Jugendliebe Lily (Jeanette Hain), die inzwischen Pfarrerin ist, wiedersieht. In der ZDF-Serie Schuld nach Ferdinand von Schirach (2015) spielte sie in der Folge Ausgleich (Erstausstrahlung: Februar 2015) die des Mordes angeklagte junge Ehefrau Alexandra Läufer, die von ihrem Mann über Jahre hinweg gedemütigt, geschlagen und vergewaltigt wurde.

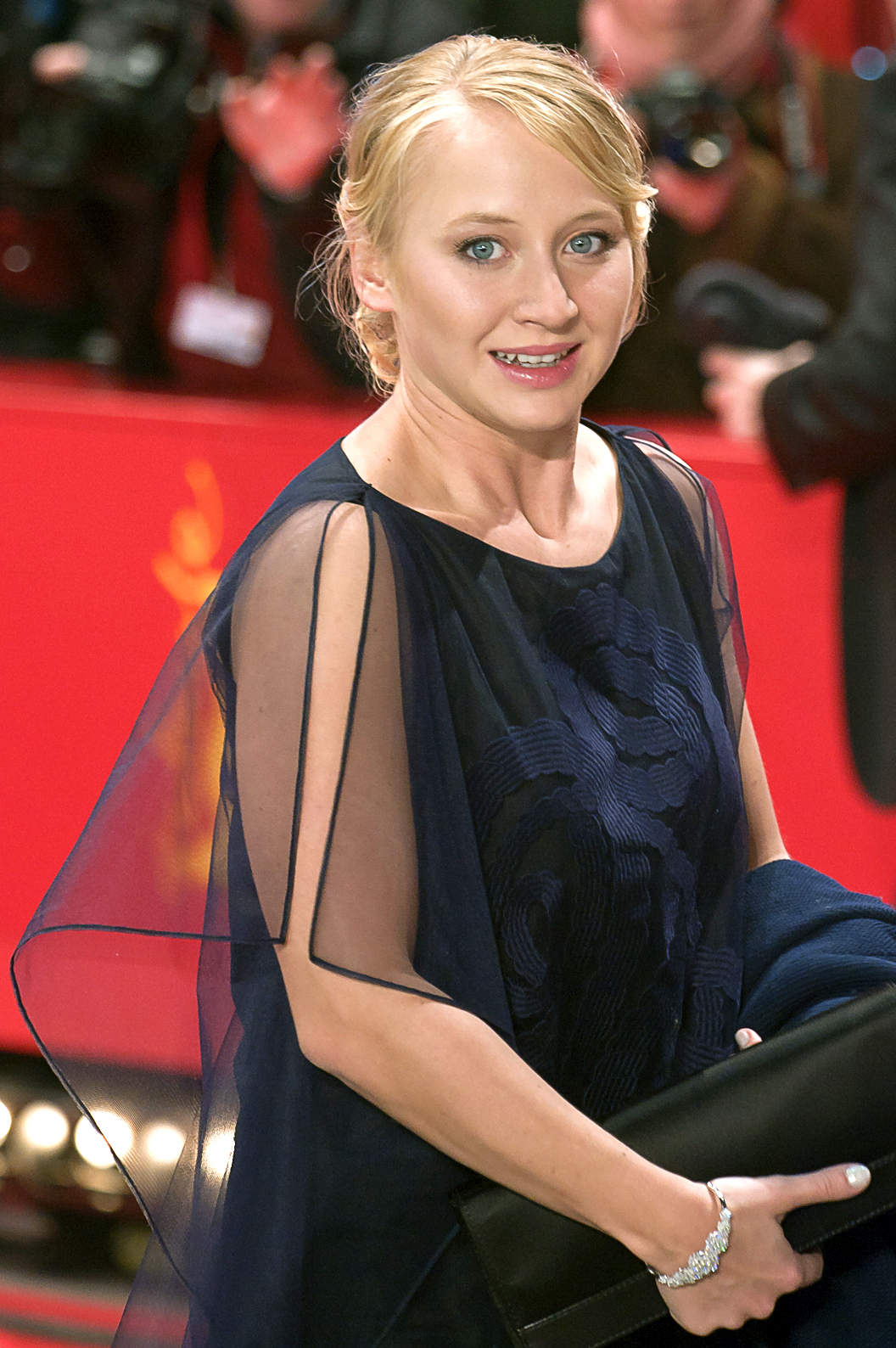
Anna Maria Mühe auf der Berlinale 2011

2016 war Mühe als Rechtsextremistin Beate Zschäpe in den ARD-Fernsehfilmen Die Täter – Heute ist nicht alle Tage und Die Ermittler – Nur für den Dienstgebrauch zu sehen. Für ihre schauspielerische Leistung in diesem Film wurde sie am 17. November 2016 in der Kategorie „Schauspielerin national“ mit dem Bambi ausgezeichnet. In dem Fernsehfilm Lotte Jäger und das tote Mädchen, der im September 2016 im ZDF erstausgestrahlt wurde und in dessen Mittelpunkt die Aufklärung eines Mordes an einer Gästebetreuerin im Jagdhaus Hubertusstock im Jahre 1988 steht, verkörperte Mühe die Rolle von Sonja Plaschek, eine Freundin der Toten, die ihre Vergangenheit als Prostituierte für die Machthaber der DDR lieber verschweigen will. Mühe spielte die Rolle nach Auffassung der Frankfurter Allgemeinen Zeitung „ganz herausragend“; ihre Dialoge mit der Hauptdarstellerin Silke Bodenbender gehören, so Der Spiegel, „zu den stärksten Momenten im Film“. In dem zweiteiligen ZDF-Drama Familie!, das im Oktober 2016 erstausgestrahlt wurde, hatte Mühe neben Iris Berben die zweite weibliche Hauptrolle. Sie spielte, an der Seite von Jürgen Vogel, Melanie Behrwaldt, die Ehefrau des Berliner Sternekochs Lennart Behrwaldt, die gemeinsam mit ihrem Mann einem alten Familiengeheimnis auf die Spur kommt.
Seit November 2016 ist Mühe als LKA-Zielfahnderin Nora Weiss in der Titelrolle der ZDF-Krimireihe Solo für Weiss zu sehen.
In dem Fernsehfilm Kilimandscharo – Reise ins Leben (Erstausstrahlung: November 2017) spielte Mühe die arbeitsunfähige und „körperlich versehrte“ Ärztin Anna, die innerhalb einer sechsköpfigen Gruppe den Gipfel des Kilimandscharo erreichen will. In der Netflix-Serie Dogs of Berlin, die im Dezember 2018 veröffentlicht wurde, spielte die Schauspielerin die alkoholkranke Sozialhilfeempfängerin Sabine Ludar, die versucht, ihr Leben in den Griff zu bekommen.
In der sechsteiligen Fernsehserie Die Neue Zeit (Erstausstrahlung: September 2019) über die Gründerjahre des Staatlichen Bauhauses in Weimar stellte Mühe die Kunststudentin Dörte Helm dar, die von einer braven jungen Frau zu einer rebellischen Künstlerin und Kämpferin für Gleichberechtigung wird.
Im ARD-Mehrteiler Unsere wunderbaren Jahre, der 2020 und 2023 in zwei Staffeln auf das Das Erste ausgestrahlt wurde, stand Mühe als älteste Tochter eines mittelständischen Metallwarenfabrikanten an der Seite von Katja Riemann, Elisa Schlott, David Schütter, Franz Hartwig und Ludwig Trepte vor der Kamera.
Seit 2022 spielt Mühe die Titelrolle der Bestattungsunternehmerin Brünhilde Blum in der österreichisch-deutschen Fernsehserie Totenfrau, die auf Netflix und im ORF gezeigt wird.

### Sonstiges
Gemeinsam mit ihrem Vater Ulrich Mühe sprach Anna Maria Mühe Antoine de Saint-Exupérys Der kleine Prinz ein.
2007 übernahm Mühe nach dem Tod ihres Vaters dessen Schirmherrschaft über das internationale Musikfestival „Grimmaer Liederflut“.
2008 spielte Mühe als 22-Jährige in einem Musikvideo von Schiller/Christopher von Deylen einen Engel und sprach in anderen Liedern von Schiller die Songtexte. 2018 spielte Mühe erneut in einem Musikvideo, Augen zu Musik an, die Freundin des Musikers Bosse.
2012 wurde Mühe unter die „Shooting Stars“ 2012 des europäischen Films gewählt.
Vom April 2019 bis Dezember 2020 war Mühe Mitglied der von der Bundesregierung eingesetzten Kommission „30 Jahre Friedliche Revolution und Deutsche Einheit“.
Von Ende 2020 bis 2022 sprach Mühe mit ihren Schauspielkolleginnen und Freundinnen Cristina do Rego und Jasna Fritzi Bauer regelmäßig im Podcast Unter Dry über Themen der Schauspielerei.
Im April 2023 gab sie ihr Theaterdebüt in Stolz und Vorurteil *oder so an der Berliner Komödie am Kurfürstendamm.

## Filmografie (Auswahl)
- 2002: Große Mädchen weinen nicht
- 2004: Tatort (Fernsehreihe, Folge: Verraten und verkauft)
- 2004: Was nützt die Liebe in Gedanken
- 2004: Delphinsommer
- 2004: Abhaun! (Kurzfilm)
- 2004: Neuland (Kurzfilm)
- 2005: Die letzte Schlacht (Fernsehfilm)
- 2005: Der Lebensversicherer
- 2005: Polizeiruf 110 (Fernsehreihe, Folge: Vergewaltigt)
- 2006: Abschnitt 40 (Fernsehserie, Folge: Mädchen und Jungs)
- 2006: Der Kriminalist (Fernsehserie, Folge: Gefallene Engel)
- 2006: Nichts geht mehr (Kurzfilm)
- 2006: Tatort (Folge: Pauline)
- 2006: SOKO Wismar (Fernsehserie, Folge: Vater gesucht)
- 2006: Schwesterherz
- 2006: Siebenstein (Kinderserie, Folge: Eine Flosse für Siebenstein)
- 2006: Sieh zu, dass du Land gewinnst
- 2007: Lunik
- 2007: Pfarrer Braun (Fernsehserie, Folge: Braun unter Verdacht)
- 2007: Meine böse Freundin (Fernsehfilm)
- 2007: Mars (Kurzfilm)
- 2007: Doppelter Einsatz (Fernsehserie, Folge: Rumpelstilzchen)
- 2007: Wir sagen Du! Schatz.
- 2007: Späte Aussicht (Fernsehfilm)
- 2008: Novemberkind
- 2008: Der Tote in der Mauer (Fernsehfilm)
- 2008: 1½ Ritter – Auf der Suche nach der hinreißenden Herzelinde
- 2009: Tatort (Folge: Rabenherz)
- 2009: Die Gräfin
- 2009: Entführung in London (Fernsehserie, Crossoverfilm SOKO Leipzig mit der britischen Krimiserie The Bill)
- 2009: Ausflug (Kurzfilm)
- 2009: Lila, Lila
- 2009: Die kluge Bauerntochter (Fernsehfilm)
- 2009: Geliebter Johann Geliebte Anna (Fernsehfilm)
- 2010: Live Stream
- 2010: Alpha 0.7 – Der Feind in dir (Fernsehserie)
- 2011: Tatort (Folge: Stille Wasser)
- 2011: In der Welt habt ihr Angst
- 2011: Die Unsichtbare
- 2011: Im falschen Leben (Fernsehfilm)
- 2011: Unter anderen Umständen – Mord im Watt (Fernsehreihe)
- 2012: Bis zum Horizont, dann links!
- 2012: Deckname Luna (Fernseh-Zweiteiler)
- 2013: Bloch – Die Lavendelkönigin (Fernsehreihe)
- 2014: Nicht mein Tag
- 2014: Junges Deutschland (Fernsehfilm)
- 2014: Sternstunde ihres Lebens (Fernsehfilm)
- 2014: Göttliche Funken (Fernsehfilm)
- 2014: Spreewaldkrimi: Die Tote im Weiher (Fernsehfilm)
- 2014: Engel unter Wasser (Fernsehfilm)
- 2015: Schuld nach Ferdinand von Schirach (Fernsehreihe, Folge: Ausgleich)
- 2016: Seitenwechsel
- 2016: Die Täter – Heute ist nicht alle Tage (Fernsehfilm)
- 2016: Die Ermittler – Nur für den Dienstgebrauch (Fernsehfilm)
- 2016: Lotte Jäger und das tote Mädchen (Fernsehfilm)
- 2016: Familie! (Fernseh-Zweiteiler)
- 2016: Solo für Weiss – Das verschwundene Mädchen (Fernsehreihe)
- 2016: Solo für Weiss – Die Wahrheit hat viele Gesichter (Fernsehreihe)
- 2017: Mein Blind Date mit dem Leben
- 2017: Böhmermanns „Letzte Stunde vor den Ferien“ – Effie Briest (Kurzfilm)
- 2017: Jugend ohne Gott
- 2017: Kilimandscharo – Reise ins Leben (Fernsehfilm)
- 2017: Wenn Frauen ausziehen (Fernsehfilm)
- 2018: Solo für Weiss – Es ist nicht vorbei (Fernsehreihe)
- 2018: Dogs of Berlin (Serie)
- 2018: Solo für Weiss – Für immer Schweigen (Fernsehreihe)
- 2018: Jerks. (Fernsehserie, Folge: Fuß)
- 2019: Die Neue Zeit (Fernsehserie)
- 2020: Lassie – Eine abenteuerliche Reise
- 2020, 2023: Unsere wunderbaren Jahre (Fernsehserie)
- 2020: Solo für Weiss – Schlaflos (Fernsehreihe)
- 2020: Gott – Von Ferdinand von Schirach (Fernsehfilm)
- 2021: Tatort: Unsichtbar
- 2021: Solo für Weiss – Das letzte Opfer (Fernsehreihe)
- 2022: Heinrich Vogeler – Aus dem Leben eines Träumers
- 2022–2025: Totenfrau (Fernsehserie)
- 2022: Solo für Weiss – Todesengel (Fernsehreihe)
- 2022: Die Geschichte einer Familie
- 2023: Sophia, der Tod und ich
- 2023: Solo für Weiss – Liebeswut (Fernsehreihe)
- 2024: Spieleabend

## Diskografie
- 2004: Was nützt die Liebe in Gedanken (Filmsoundtrack)
- 2008: Sehnsucht (mit Schiller/Christopher von Deylen)
- 2010: Atemlos (mit Schiller/Christopher von Deylen)
- 2014: Das Schicksal ist ein mieser Verräter (John Greens Bestseller-Roman)
- 2018: Bosse – Augen zu Musik an

## Hörspiele (Auswahl)
- 2005: Jules Verne: Die Reise zum Mittelpunkt der Erde (MDR/RBB)
- 2010: Anja Hilling: Sinn (WDR)
- 2010: Monika Buschey: Vereinzelt etwas Nieselregen (WDR)
- 2010: Sebastian Büttner und Oliver Hohengarten: Alpha 0.7 - Der Feind in Dir (SWR)
- 2017: Jack Finney: Körperfresser (WDR)

## Auszeichnungen

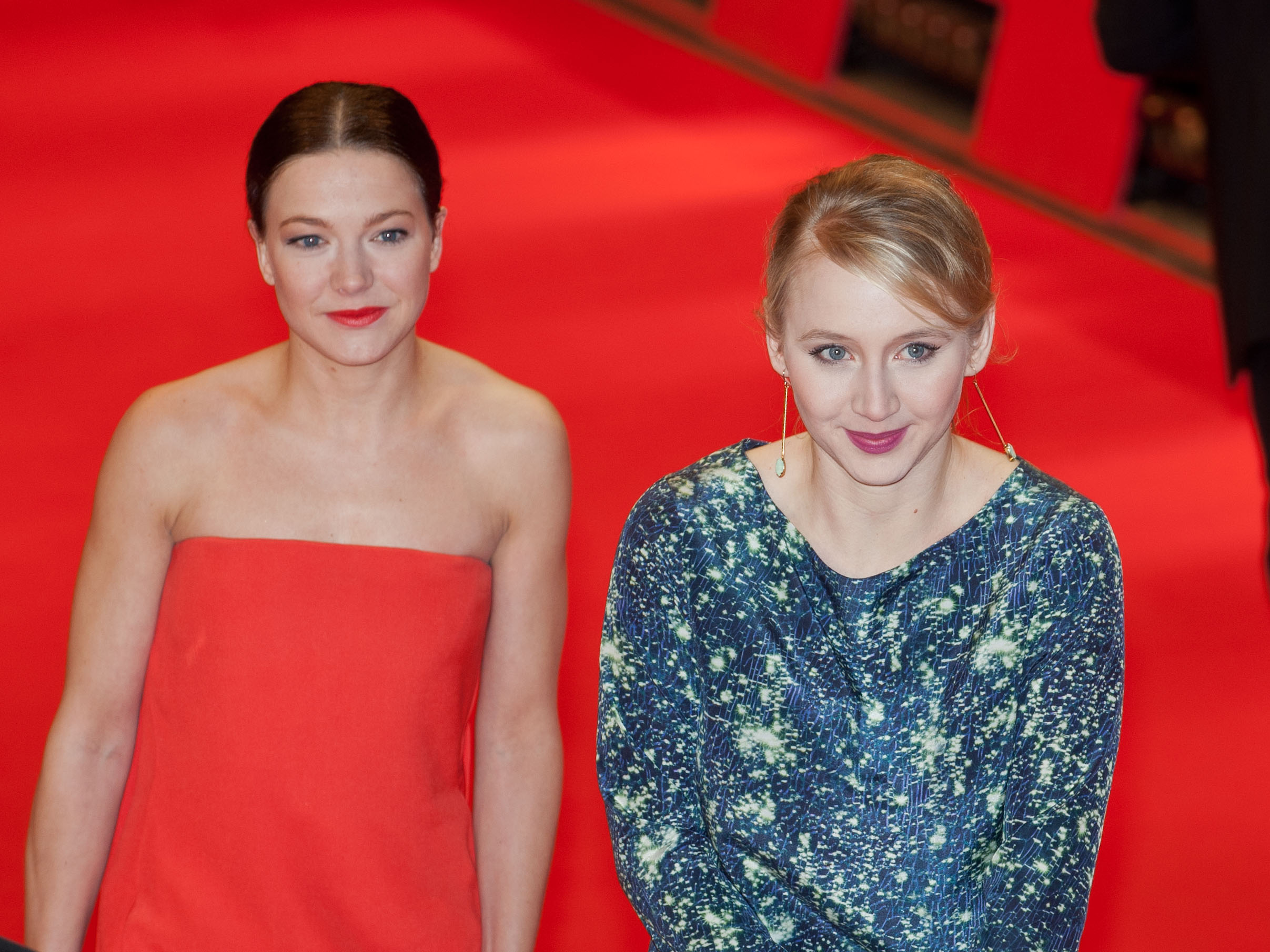
Anna Maria Mühe (rechts) und Hannah Herzsprung auf der Berlinale 2013

- 2003: Nominierung für den New Faces Award für Große Mädchen weinen nicht (Kategorie: Beste Nachwuchsschauspielerin)
- 2004: Goldener Schwan beim Copenhagen International Film Festival für Was nützt die Liebe in Gedanken (Beste Darstellerin)
- 2006: Goldene Kamera (Lilli Palmer & Curd Jürgens Gedächtniskamera) als beste Nachwuchsschauspielerin
- 2007: Romy-Nominierung weiblicher Shootingstar
- 2007: Undine Award für Meine böse Freundin (Beste jugendliche Darstellerin in einem Fernsehfilm)
- 2008: Nachwuchsdarstellerpreis des Filmkunstfestes Mecklenburg-Vorpommern für Novemberkind
- 2009: Nominierung für den Deutschen Filmpreis für Novemberkind (Beste Hauptdarstellerin)
- 2012: Shooting Star der European Film Promotion[27]
- 2013: Berliner Bär[28]
- 2015: Emder Schauspielpreis im Rahmen des Internationalen Filmfests Emden-Norderney
- 2016: Bambi in der Kategorie Schauspielerin National
- 2023: Bayerischer Filmpreis 2022 in der Kategorie Beste Darstellerin für Die Geschichte einer Familie[29]
- 2024: Askania Award als Beste Darstellerin